# 澳門巴士50路線
澳門巴士50路線是由澳巴經營，往返城市日前地和路環市區的巴士路線。

## 簡介及歷史
- 2005年，澳門東亞運動會體育館落成，由新福利及澳巴聯營往返氹仔茵景園至澳門東亞運動會體育館免費接駁專線，服務時間為平日11:00-22:00及假日10:30-22:00。

- 2009年10月18日，配合交通事務局實施第三階段巴士路線調整，本線開設，由新福利及澳巴聯營，服務時間為07:00-22:30（尾班車於22:10開出），班距20分鐘。[1]取代澳門蛋免費接駁巴士。走線如下：

| 序號 | 站名                     |
| ---- | ------------------------ |
| 1    | 廣東大馬路／鴻發         |
| 2    | 新世紀酒店               |
| 3    | 氹仔大中華廣場           |
| 4    | 泉亮花園                 |
| 5    | 孫逸仙馬路／三家村       |
| 6    | 氹仔茵景園               |
| 7    | 氹仔CEM貨倉              |
| 8    | 科技大學圓形地／科技大學 |
| 9    | 保齡球中心               |
| 10   | 澳門東亞運動會體育館     |
| 11   | 蓮花路／蓮花圓形地-1     |
| 12   | 路氹邊檢大樓             |
| 13   | 蓮花路／蓮花圓形地-2     |
| 14   | 體育館／射擊路           |
| 15   | 連貫公路圓形地／新濠天地 |
| 16   | 氹仔嘉樂庇馬路           |
| 17   | 亞利雅架前地／泉悅       |
| 18   | 亞利雅架前地             |
| 19   | 寶龍花園                 |
| 20   | 氹仔電訊                 |
| 21   | 廣東大馬路／鴻發         |

- 2010年3月20日，調整本線班距為15分鐘。[2]

- 2011年6月12日，配合交通事務局實施第四階段巴士路線調整，取消停靠「新世紀酒店」站。[3]

- 2011年8月1日，本線改由維澳蓮運營運，起始站由「廣東大馬路／鴻發」站調整至「亞馬喇前地」站及「路環市區-2」站，取代熊貓館專線128路線，並調整服務時間為07:08-21:48。

- 2011年8月28日，新增停靠「史伯泰／麗景灣」站。[4]

- 2011年10月28日，新增停靠「和諧圓形地」及「重型車輛駕考中心」站。[5]

- 2013年3月26日，本線調整進入石排灣公屋社區。取消停靠「石排灣馬路」、「和諧圓形地」、「重型車輛駕考中心」、「路環小型賽車場」站，新增停靠「石排灣總站」、「石排灣／居雅大廈」、「石排灣／樂群樓」站、「石排灣總站」。[6]

- 2013年5月13日，調整停靠「路氹邊檢大樓」站的時間為08:00-20:30。[7]

- 2014年7月1日，本線改由新時代營運，並調整本線服務時間為07:00-22:15。

- 2014年12月18日，配合路氹邊檢大樓實行新通關安排，調整本線所有班次均停靠路氹邊檢大樓站。[8]

- 2016年8月20日，去程「石排灣總站」改名為「和諧廣場／業興大廈」，回程「石排灣總站」改名為「和諧廣場／樂群樓」，「石排灣／居雅大廈」站改名為「樂居大馬路／居雅大廈」，「石排灣／樂群樓」站改名為「樂居大馬路／樂群樓」。[9]

- 2016年9月24日：[10]
  - 「孫逸仙馬路／三家村」站與「泉亮花園」站合併，命名為「泉亮花園」和「泉裕豪庭」，改停靠「泉裕豪庭」站；
  - 「亞利雅架前地」站與「寶龍花園」站合併，命名為「百利寶花園」。

- 2016年12月10日：[11]
  - 往路環市區：07:00-10:00、15:00-20:00之班距為12-18分鐘，10:00-15:00、20:00-21:45之班距為24-26分鐘。
  - 往亞馬喇前地：07:30-10:00和15:00-20:00之班距為12-18分鐘，10:00-15:00、20:00-22:15之班距為24-26分鐘。

- 2017年5月6日，總站由「路環市區-2」站調整至「路環市區」站。[12]

- 2017年6月14日，取消停靠「氹仔大中華廣場」、“泉裕豪庭”站，改停靠“泉澧花園”、“泉亮花園”站。[13]

- 2017年12月20日，本線往路環方向取消停靠「路氹邊檢大樓」站，改停靠「路氹邊檢大樓-1」分流站；往亞馬喇前地方向維持停靠「路氹邊檢大樓-2」站。

- 2018年8月1日，本線改由澳巴經營，是繼開線以來澳巴再次經營本線。

- 2019年3月9日，為明確巴士站位置，「亞利雅架前地／泉悅」站改名為「信虹花園」。

- 2019年7月27日起，多個巴士站開始改名：
  - “保齡球中心”站改名為“東亞運／保齡球中心”；
  - “體育館馬路／永利皇宮”站改名為“路氹東／永利皇宮”；
  - “體育館／射擊路”站改名為“東亞運／熱帶公園”；
  - “體育館馬路／新濠天地”站改名為“路氹東／新濠天地”。

- 2020年3月12日起，改為循環線運作，以「城市日前地」站作為總站，以「城市日大馬路／波爾圖街」站為落客站。[14]

- 2020年8月18日14:45起，為配合橫琴口岸澳門口岸區啟用，同時因路氹邊檢大樓停用，新增停靠「橫琴澳方口岸」、“蓮花路停車場”、「蓮花大橋」站，取消停靠“路氹邊檢大樓-1”、“路氹邊檢大樓-2”站。

- 2021年1月9日起，往返程取消停靠「蓮花大橋」站，同時增加並延展皇朝區服務範圍，新增停靠「捐血中心」、「十月一號前地」、「北京街／假日酒店」、「宋玉生廣場」及「新口岸／柏嘉街」站。[15]

- 2021年8月14日，往城市日前地方向新增停靠“蓮花路停車場”站。[16]

- 2021年11月27日起，“宋玉生廣場”站更名為“宋玉生廣場／建興龍”。[17]

- 2022年3月26日起，“東亞運／熱帶公園”站更名為“東亞運／巴黎人花園”。[18]

- 2022年6月20日至25日，因應北京街鋪路工程，暫不停靠“北京街／假日酒店”站。[19]

- 2022年7月11日至17日，因實施「全澳相對靜止管理」措施，本線暫停營運。[20]

- 2022年7月18日至22日，因宣佈延長“相對靜止管理”措施，本線維持上述措施。[21]

- 2022年7月23日，因“相對靜止管理”結束，本線恢復營運。[22]

- 2022年10月6日起，新增停靠“蓮花路／體育館馬路”臨時站。[23][24]

- 2022年12月3日，上述措施調整為永久實施。[25][26][27]

- 2023年1月18日，新增停靠“聯生圓形地總站”，取消停靠“聯生圓形地”站。[28][29]

- 2023年9月26日15:00起，橫琴口岸二期新客貨車通道正式試運行，調整「橫琴澳方口岸」站之停靠位置至口岸二期交通平台的F2車道。[30]

- 2023年12月16日起，配合離島醫療綜合體啟用，取消停靠“蓮花路／蓮花圓形地-2”、“蓮花路／體育館馬路”站，新增停靠“澳門協和醫院／綜合服務大樓”站。[31]

- 2024年4月7日，新增停靠“蓮花路／新濠影匯”站。[32]

- 2025年1月27日起，新增停靠「體育館大馬路／美獅美高梅」站。

## 本線特色
- 本線為首條途經路氹城東部的路線。[33]

- 本線為首條十位數為「5」的路線。

- 本線延長總站後，成為首條由皇朝直達路環的路線。

- 於新巴士服務模式前，本線循環點設於路氹邊檢大樓站，但該站屬路環區巴士站，乘搭本線收費應為澳門幣3.2圓（與當時的15路線相同），惟本線全程按氹仔循環線收費，因此是各條途經路氹邊檢大樓站的路線中唯一不按標收費的路線。

## 特別班次
- 2024年10月6日下午尖峰時段，澳巴開設本線特別班次，由亞馬喇前地開出按原線單向前住橫琴口岸。[34]

- 2025年1月31日至2月3日的下午尖峰時段，澳巴再次開設特別班次，由只往橫琴口岸改為直達橫琴口岸。[35][36]
- 2025年4月4日至5日，澳巴因應實際客流量開設特別班次。[37]

## 使用車輛

### 新福利及澳巴聯營時期
- 澳巴：豐田Coaster
- 新福利：三菱Rosa

### 維澳蓮運時期

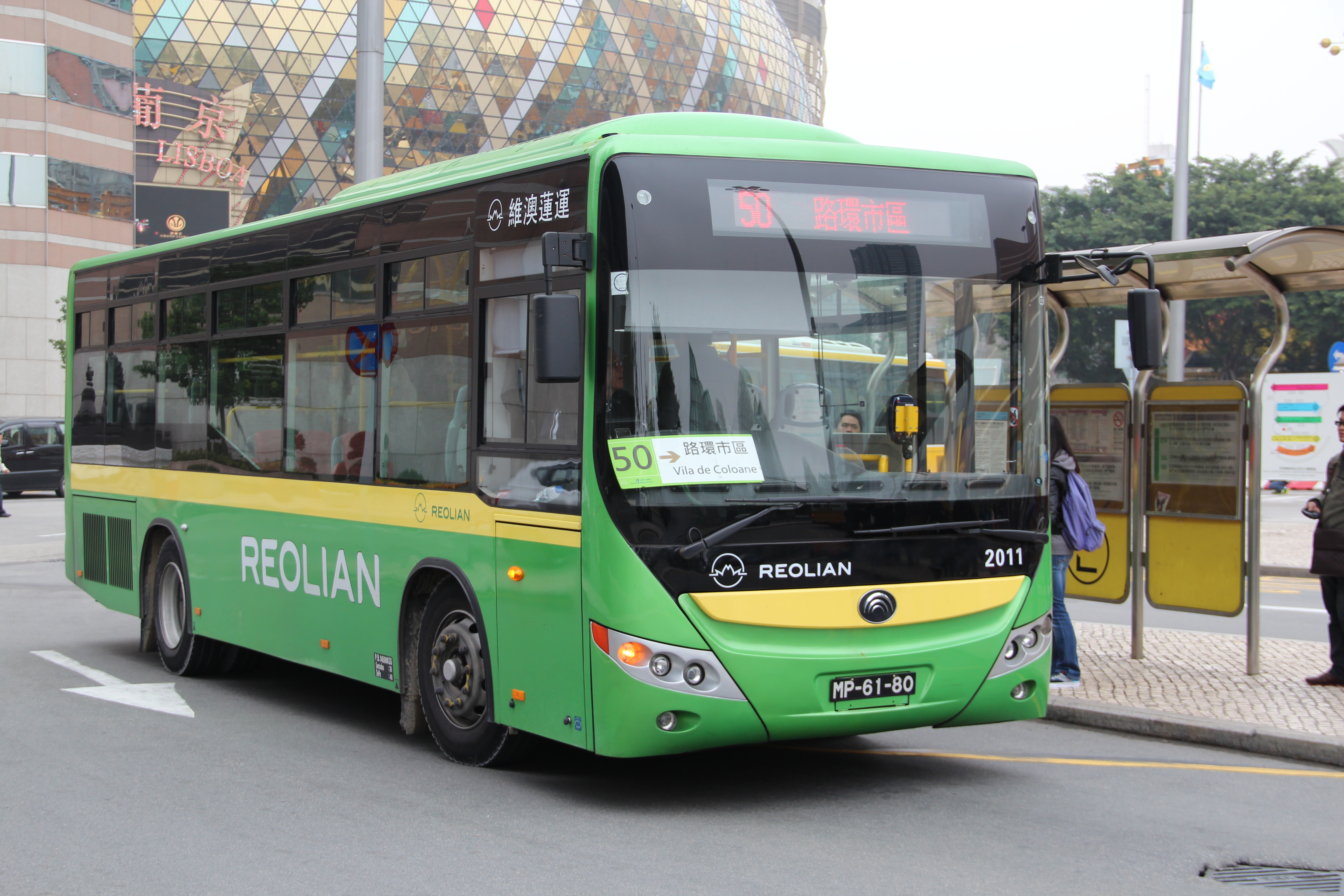
宇通ZK6902HG

### 新時代時期
2015年1月26日前：

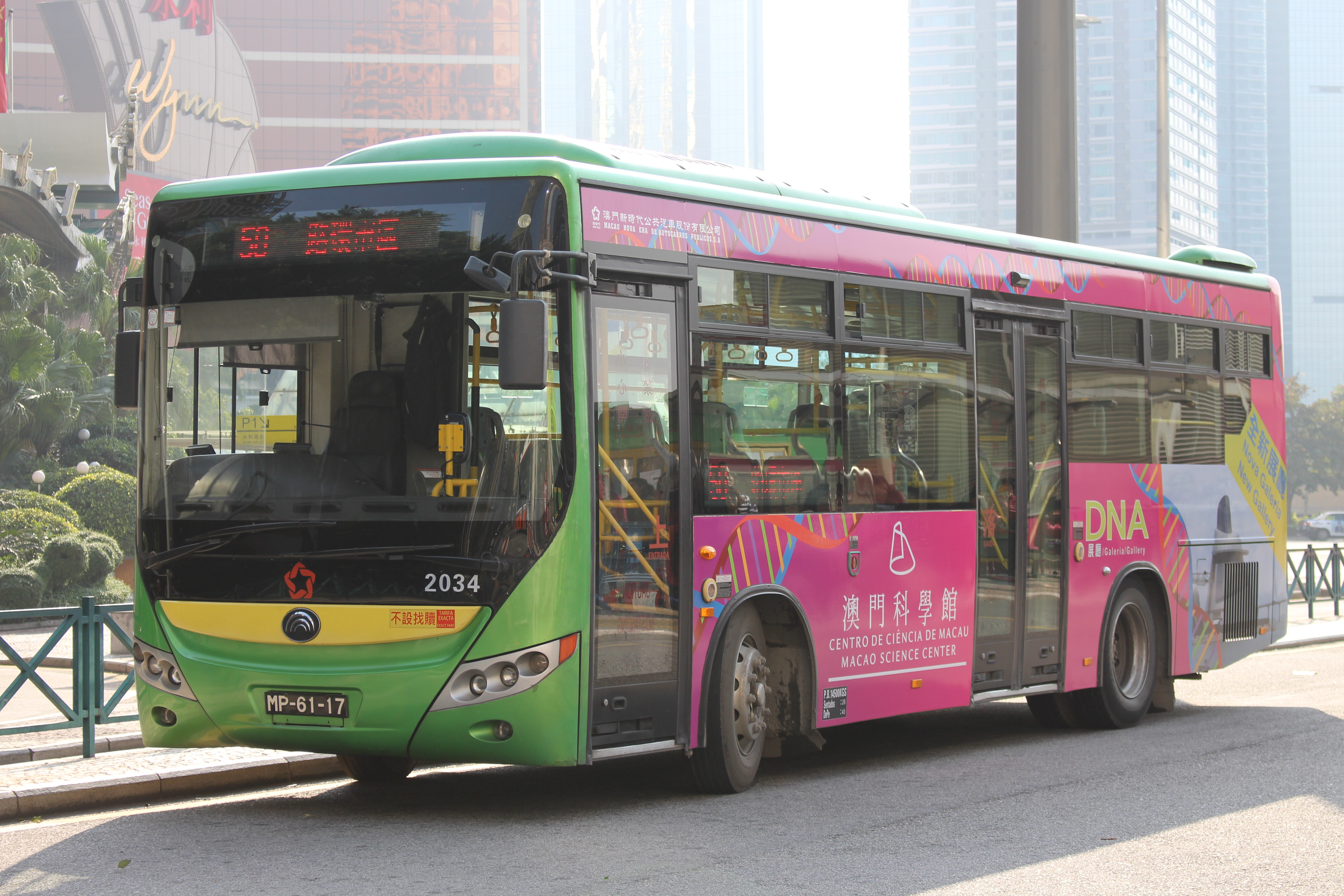
宇通ZK6902HG
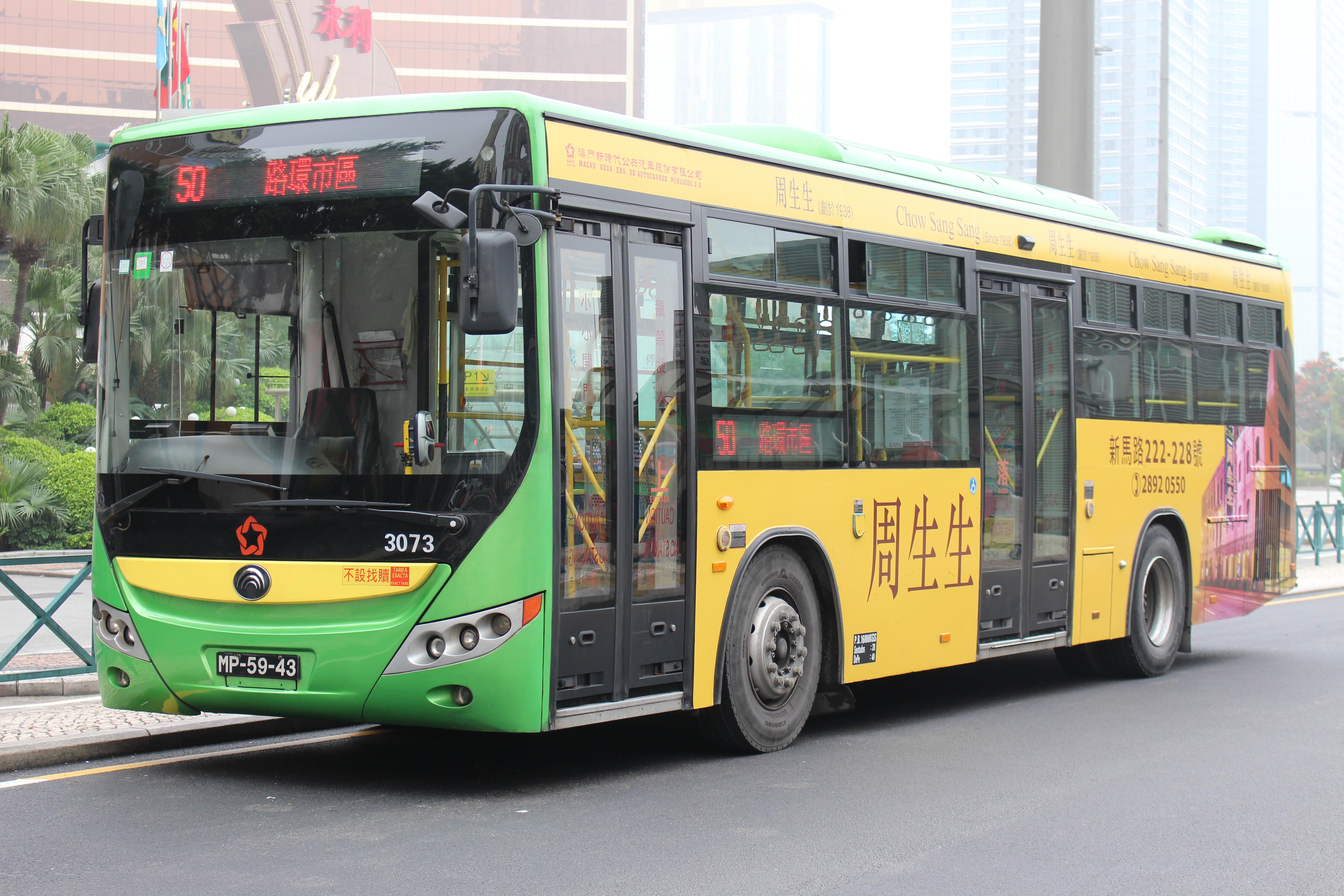
宇通ZK6118HGE
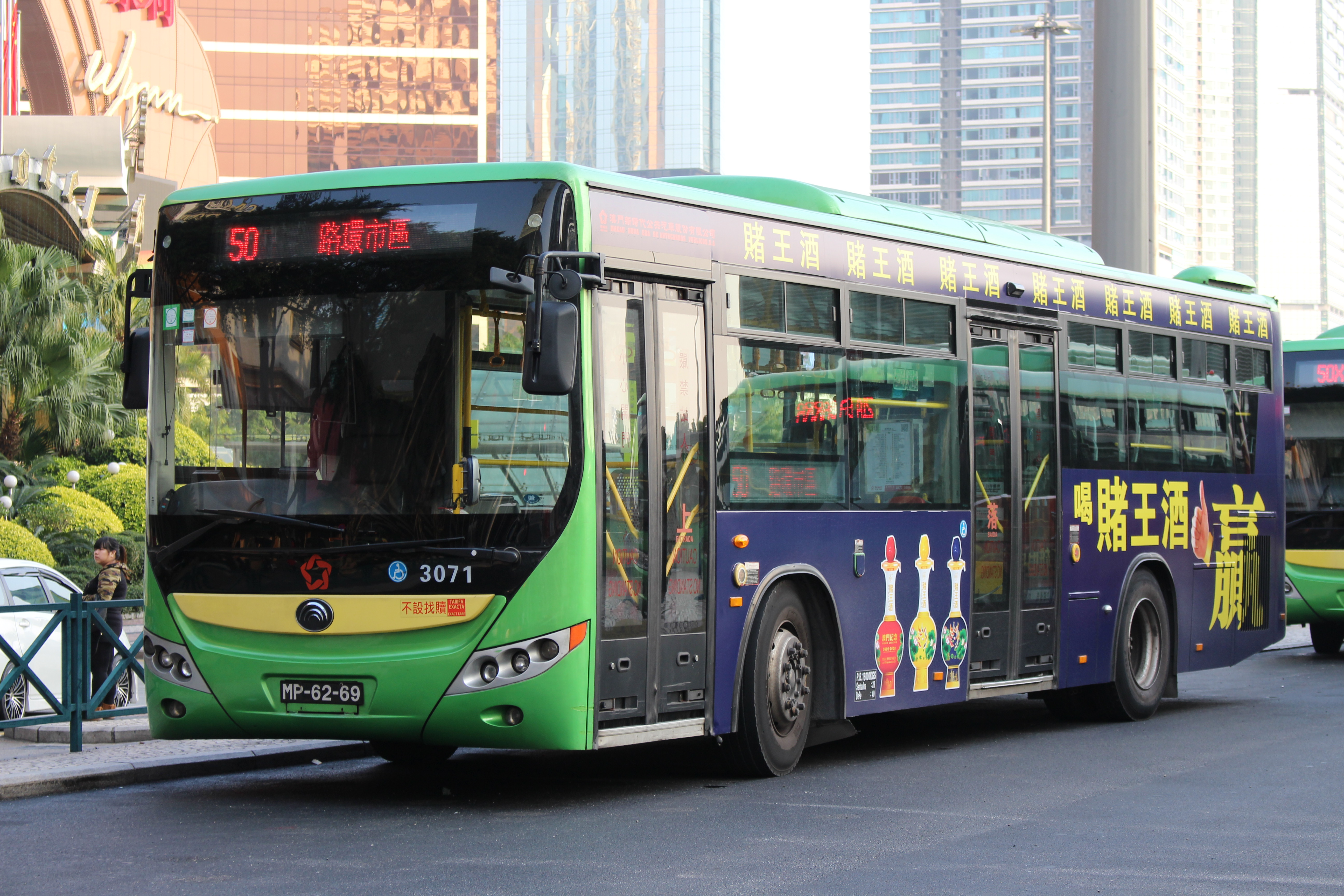
宇通ZK6118HGE
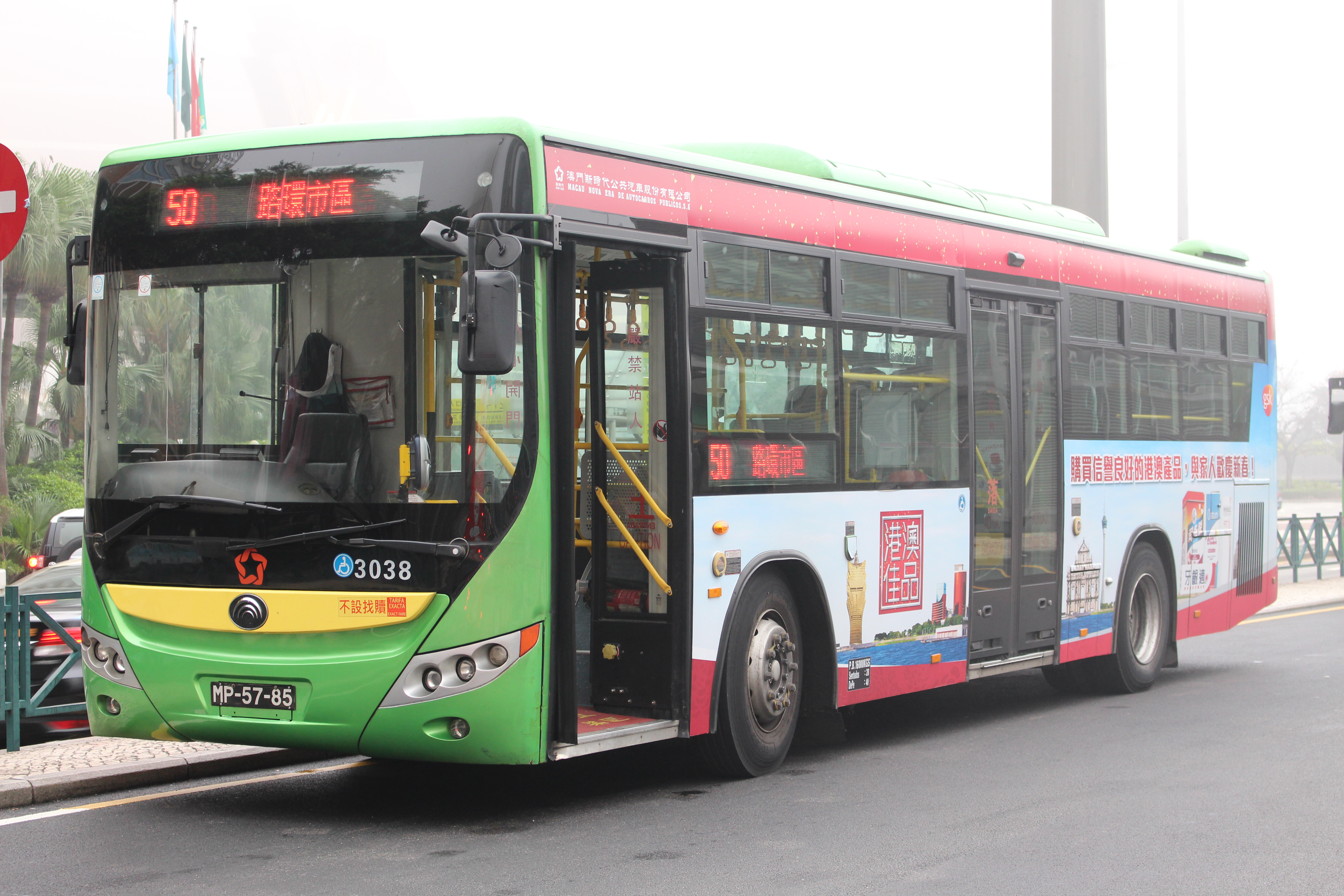
宇通ZK6118HGE
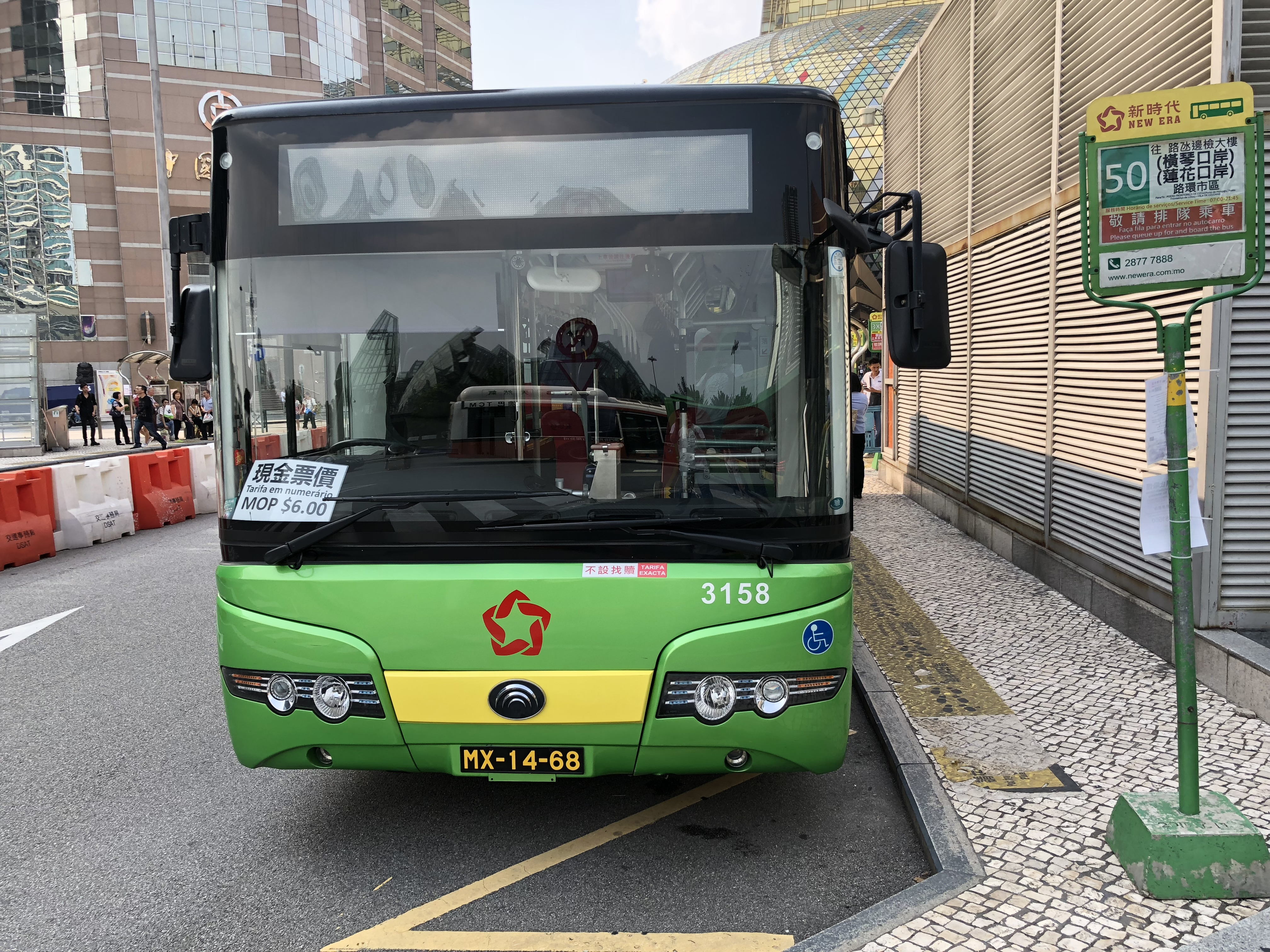
宇通ZK6105HG

2015年1月26日後：
- 宇通ZK6118HGE

### 澳巴時期
2022年3月31日前：

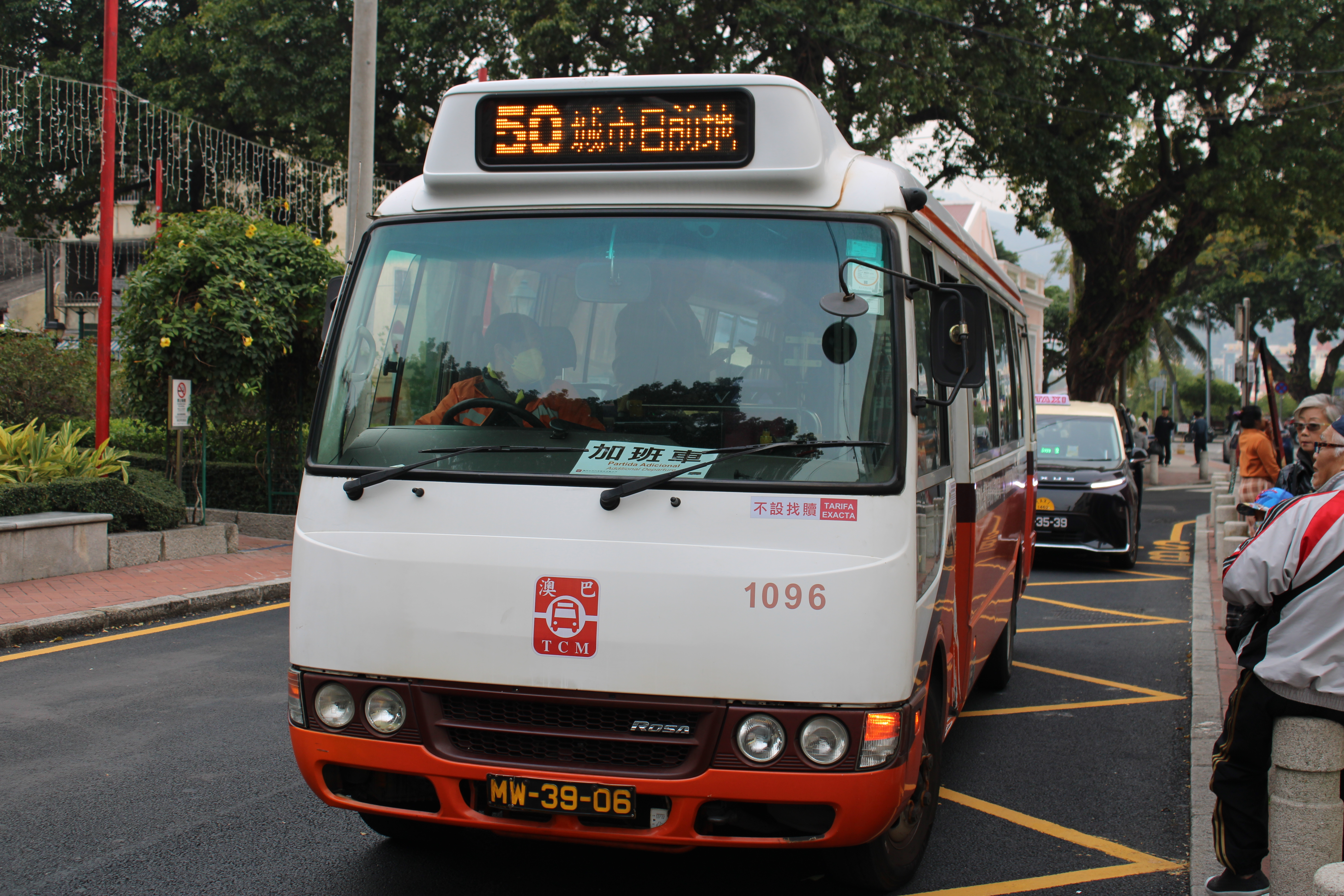
三菱Rosa
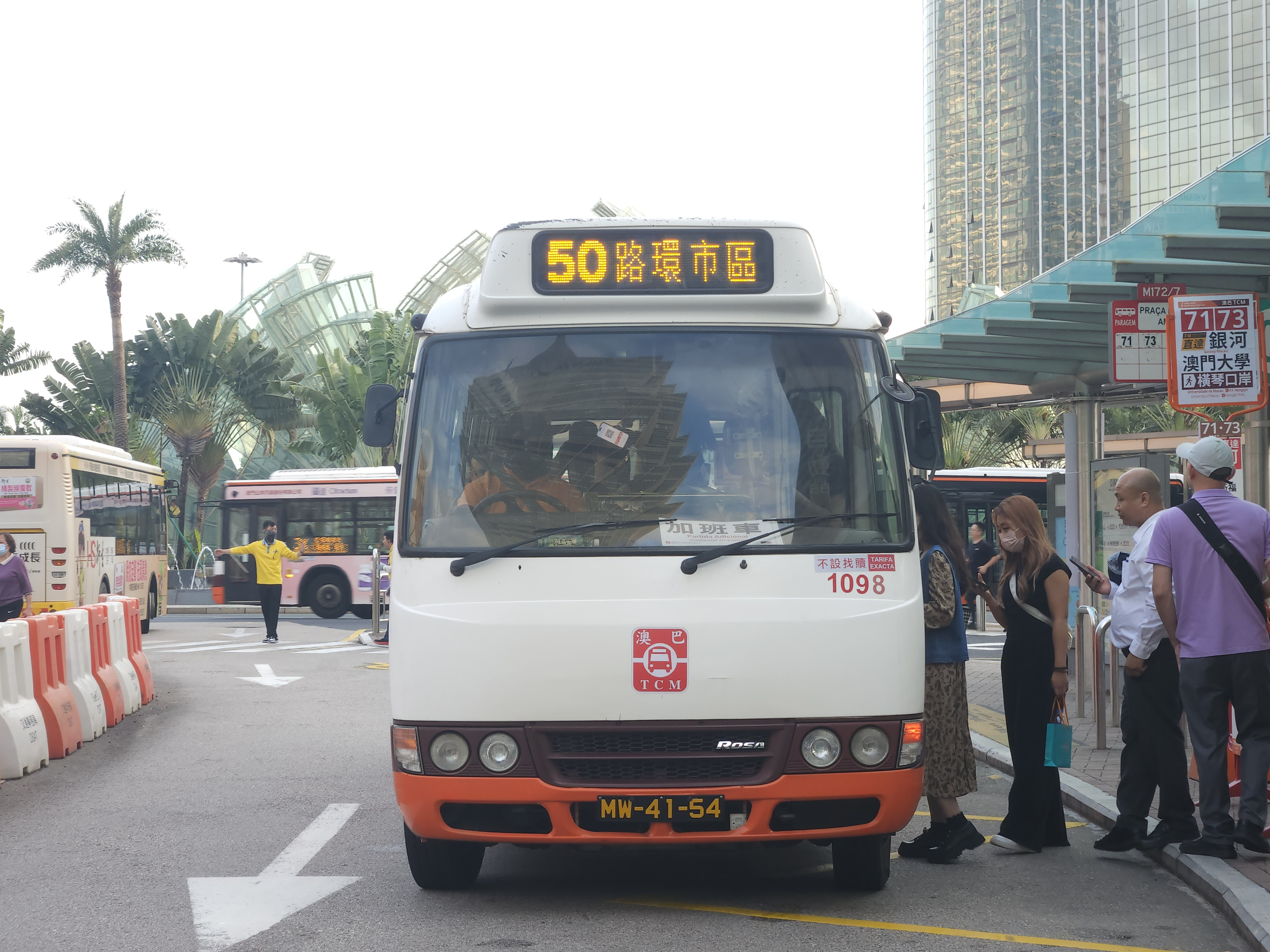
三菱Rosa
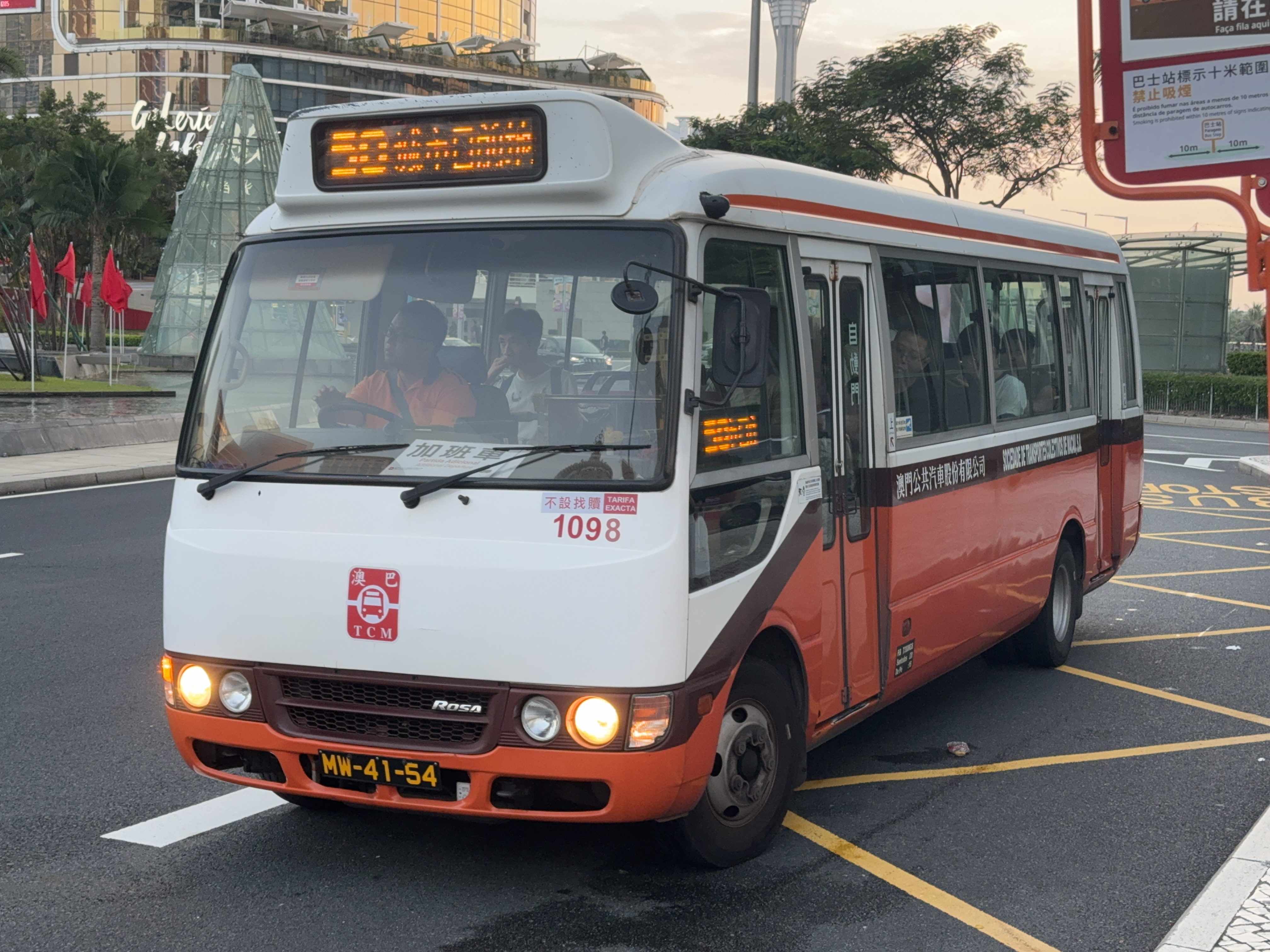
三菱Rosa
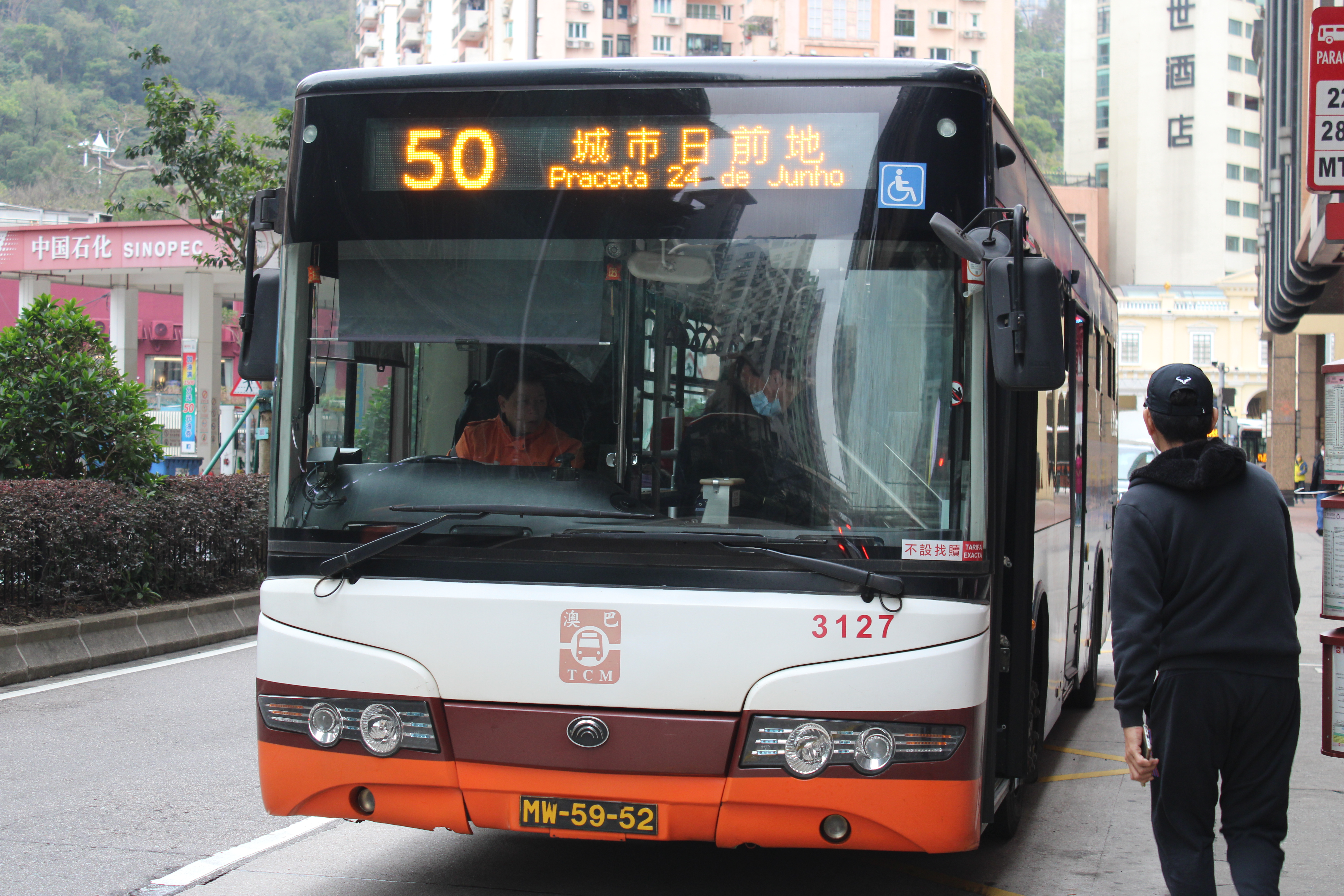
宇通ZK6105HG
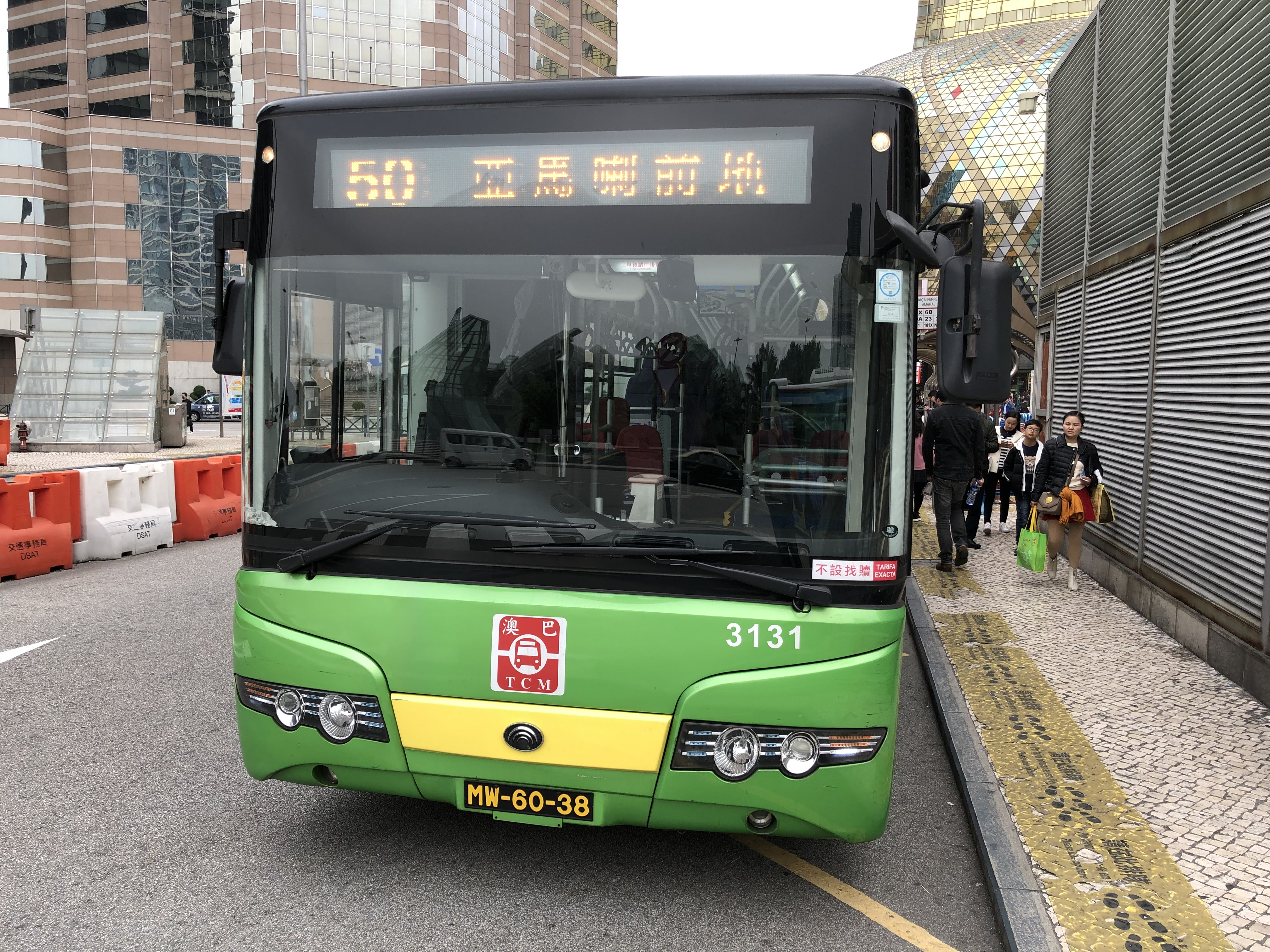
宇通ZK6115HG1
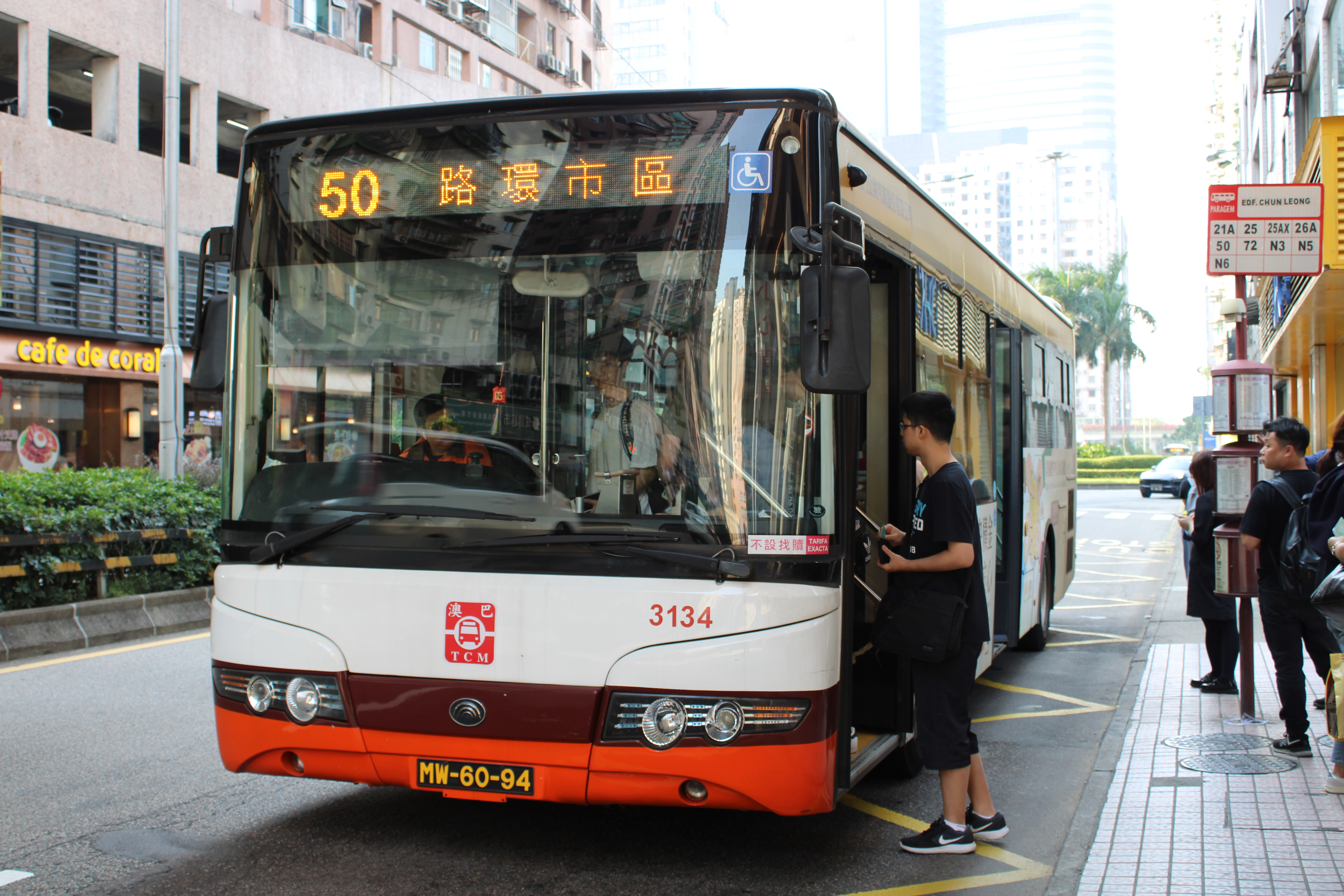
宇通ZK6115HG1
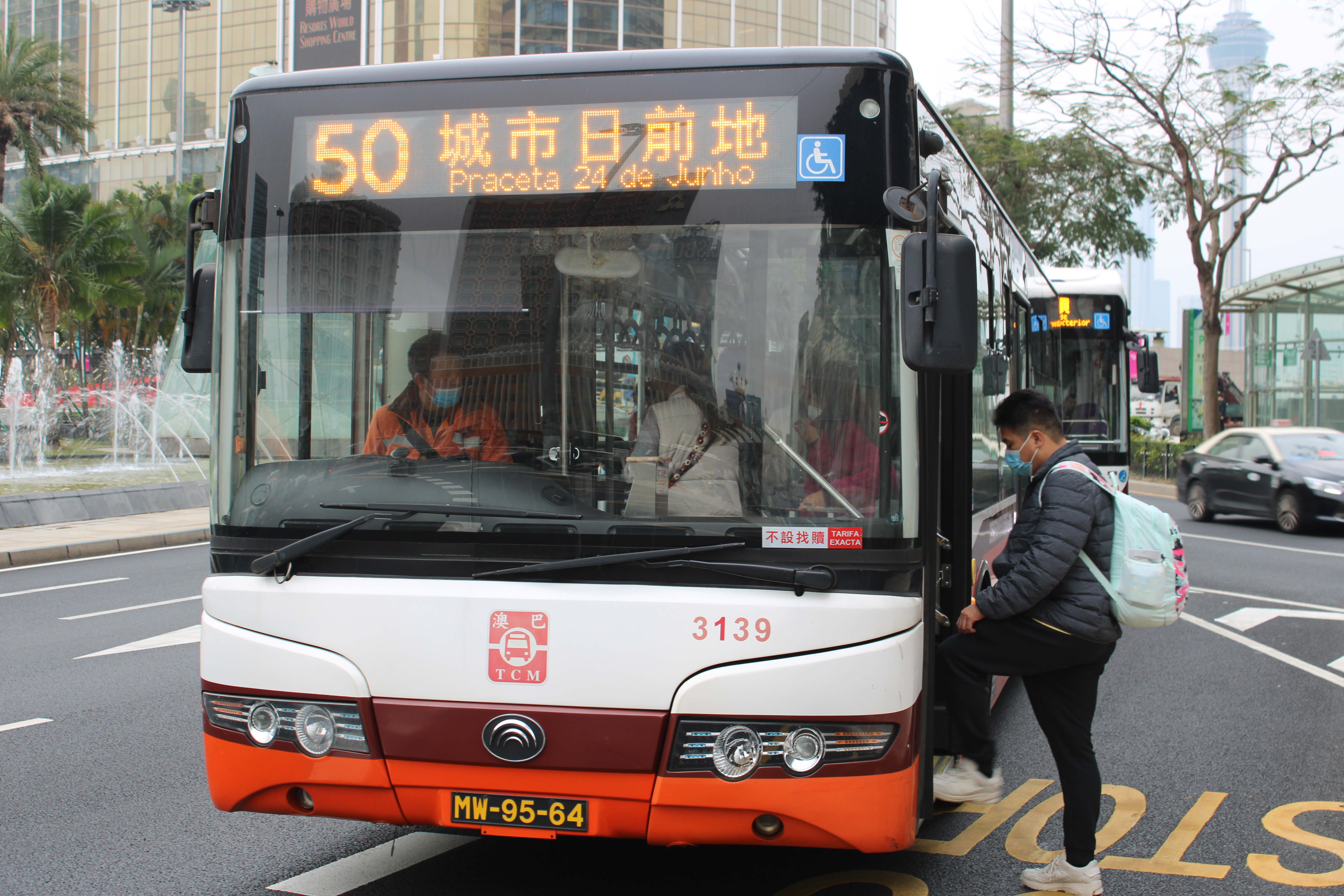
宇通ZK6105HG
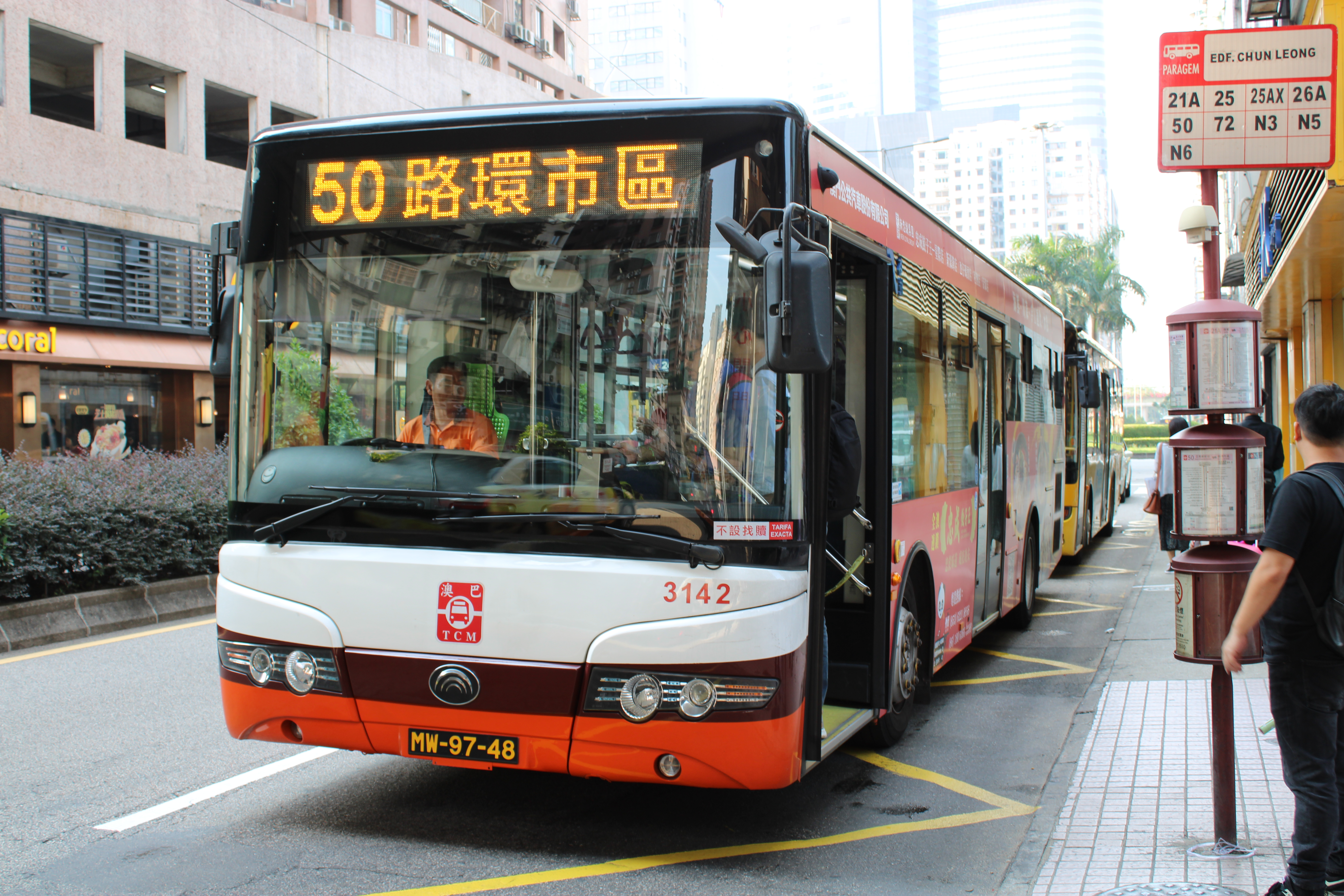
宇通ZK6105HG
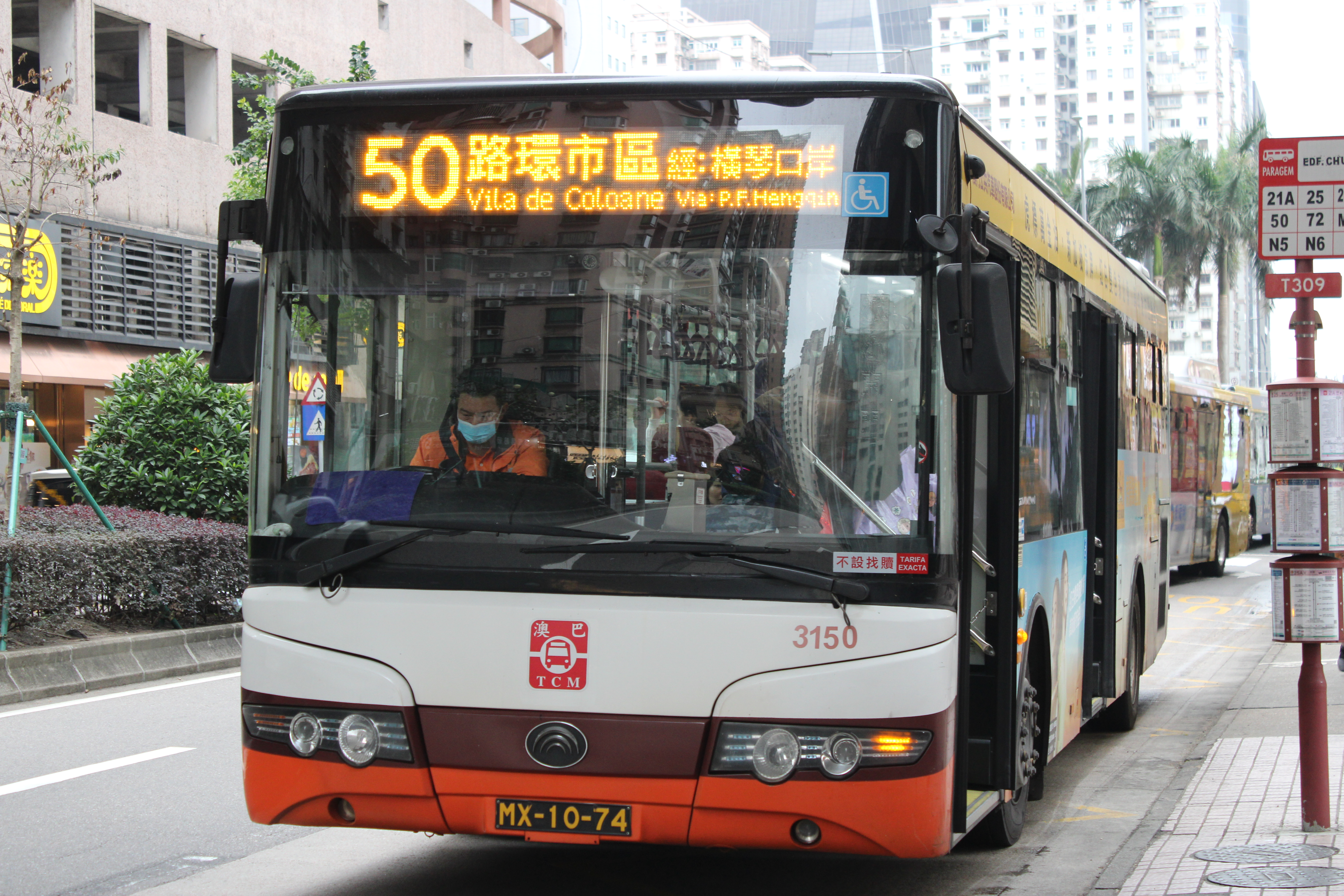
宇通ZK6105HG
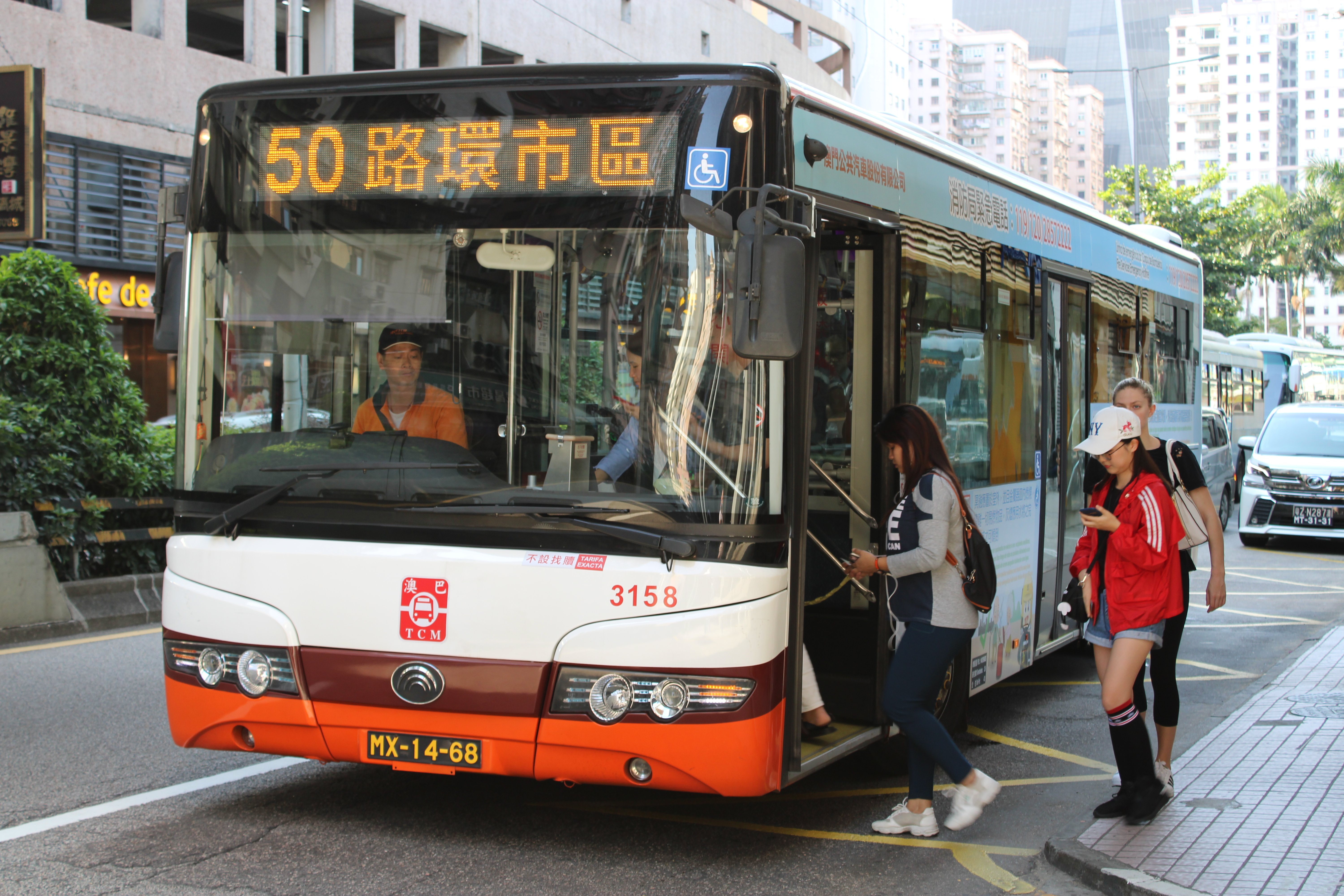
宇通ZK6105HG
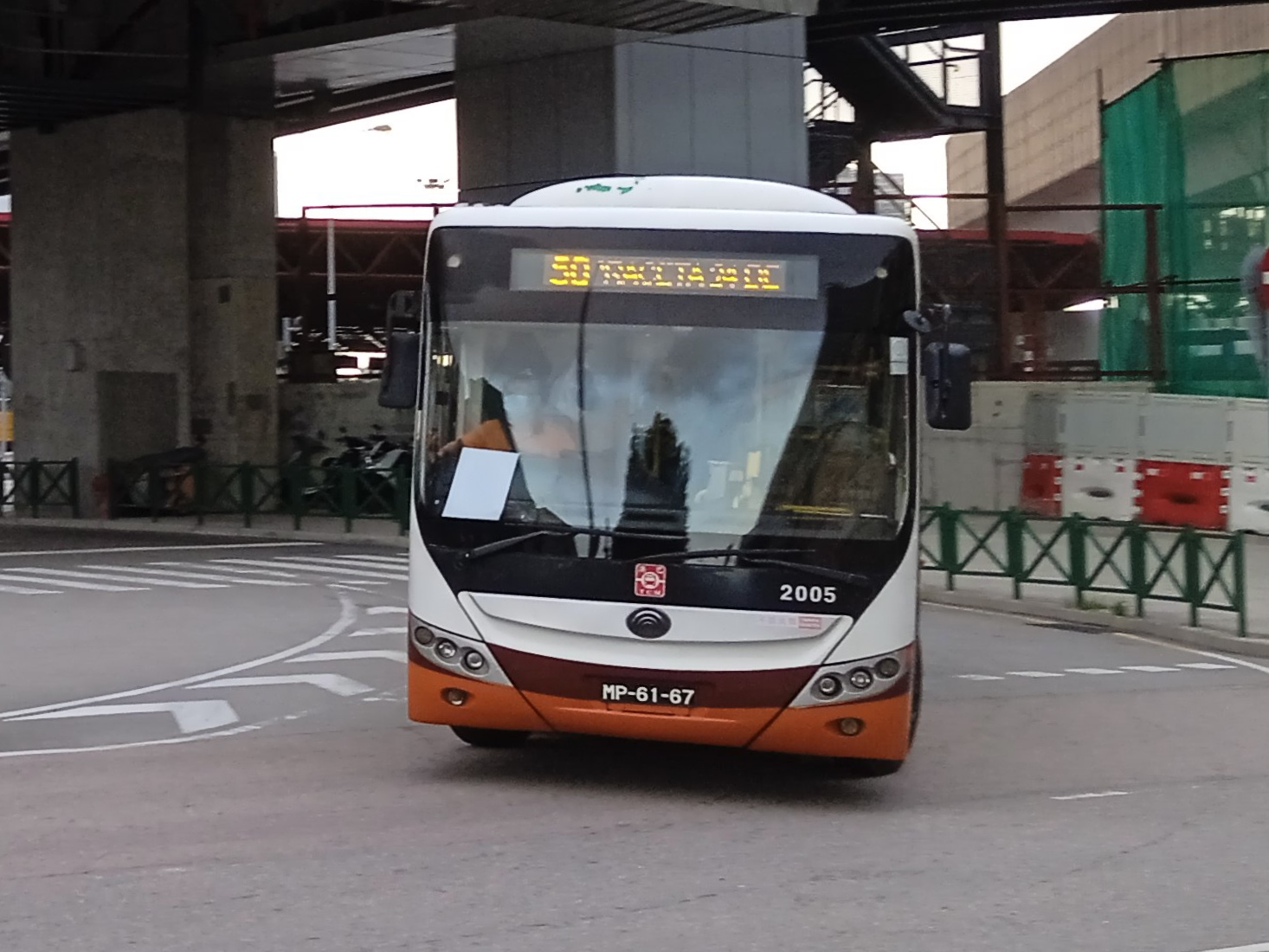
宇通ZK6902HG
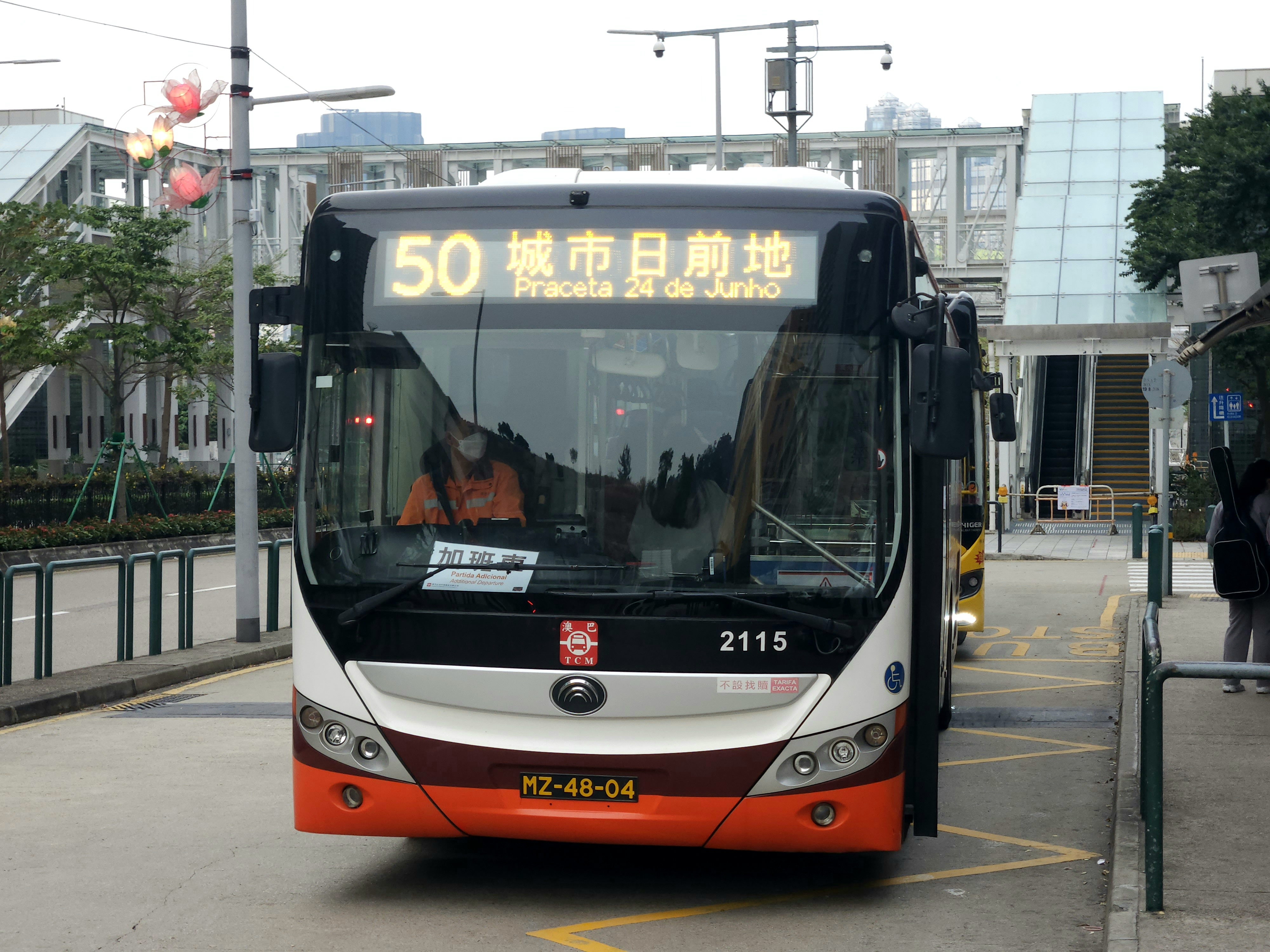
宇通ZK6986HG
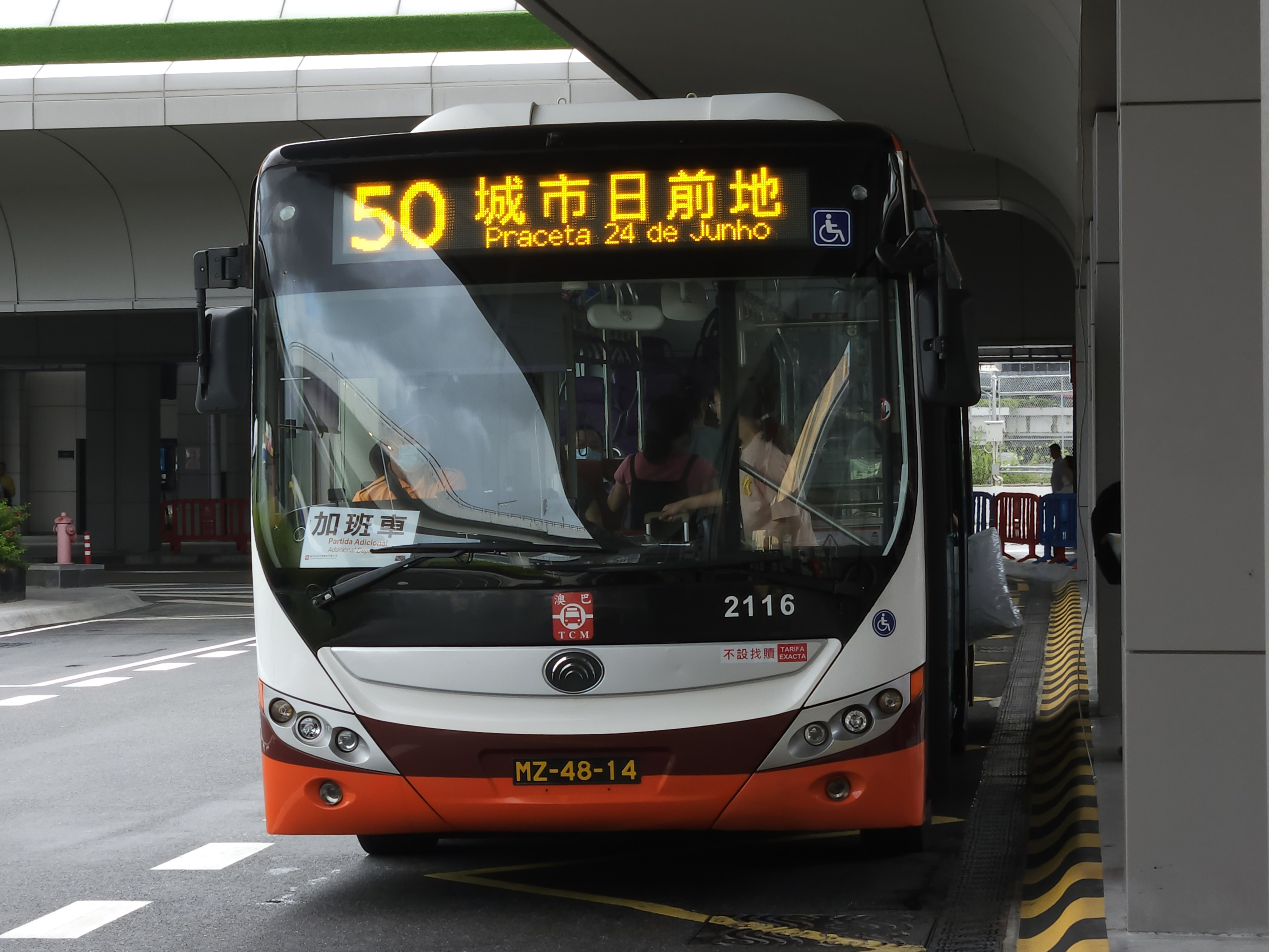
宇通ZK6986HG
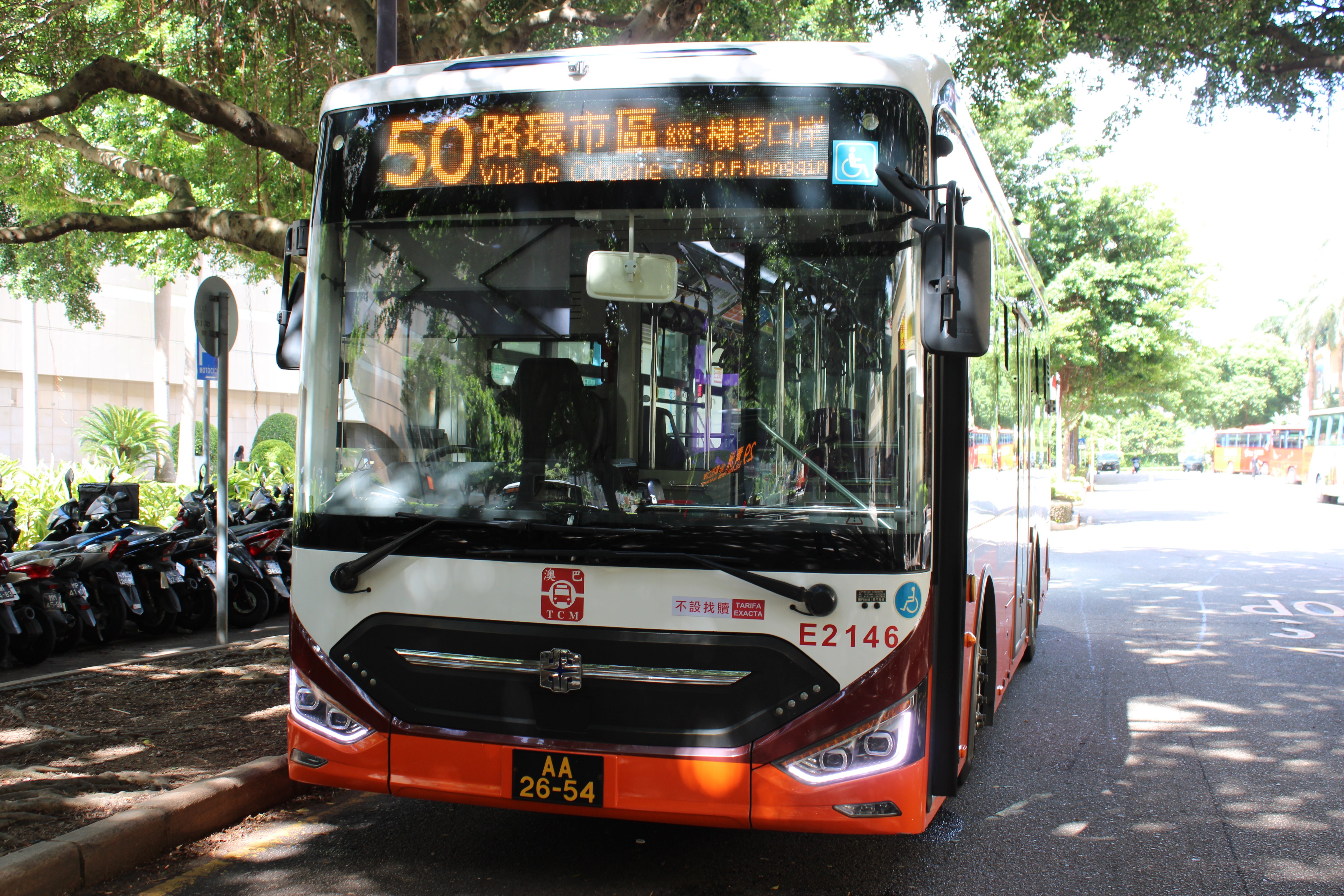
中通LCK6980SHEVG
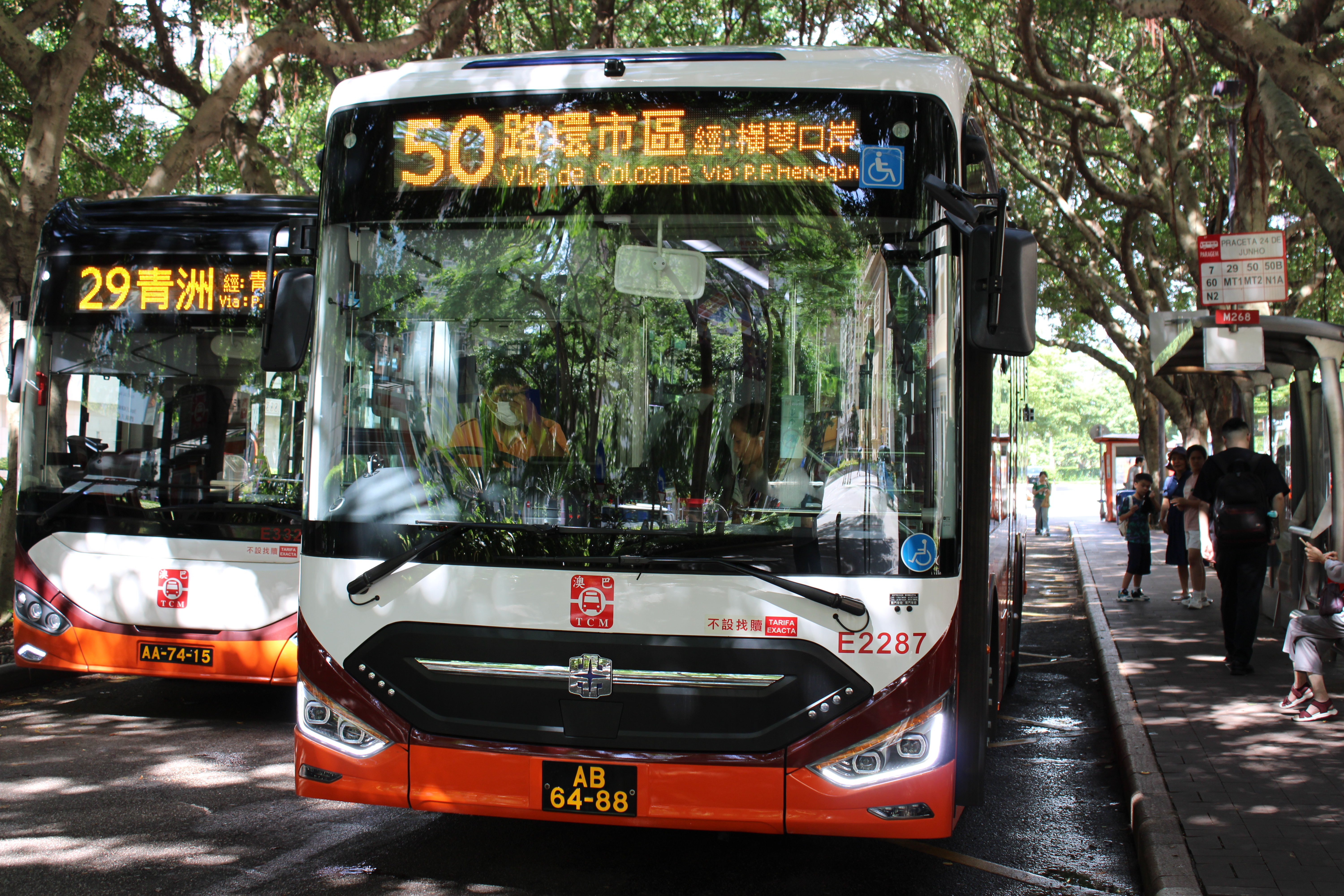
中通LCK6980SHEVG

2022年3月31日起：
- 宇通ZK6105HG
- 宇通ZK6115HG1
- 宇通ZK6902HG

2022年6月19日起：
- 宇通ZK6105HG
- 宇通ZK6115HG1

2022年8月24日起：
- 宇通ZK6105HG
- 宇通ZK6115HG1
- 廈門金旅XML6105J15

2022年8月26日起：
- 宇通ZK6105HG
- 宇通ZK6115HG1

2024年7月15日起：
- 中通LCK6980SHEVG

#### 特別派車
- 2024年9月8日起，不定時派出三菱Rosa行駛本線作加班車。

## 電牌
| 往路環方向                | 往路環方向                        | 往路環方向 |
| 日期                      | 頭牌                              | 圖例       |
| ------------------------- | --------------------------------- | ---------- |
| 2023年6月10日前           | 路環市區                          |            |
| 2023年6月10日起           | 路環市區 經：橫琴口岸             |            |
| 2024年十一黃金週 特別班次 | 只往橫琴口岸                      |            |
| 往澳門方向                |                                   |            |
| 日期                      | 頭牌                              | 圖例       |
| 2020年3月12日前           | 亞馬喇前地                        |            |
| 2020年3月12日起           | 城市日前地                        |            |
| 2023年6月10日至10月       | 經葡京、永利、美高梅 （轉頁顯示） |            |
| 2023年10月起              | 經皇朝、永利、美高梅 （轉頁顯示） |            |

## 路線資料

### 收費
| 收費類別     | 收費類別                      | 收費類別             | 費用 |
| ------------ | ----------------------------- | -------------------- | ---- |
| 現金         | 現金                          | 現金                 | $6.0 |
| 境外支付工具 | 支付寶（內地及香港）          | 支付寶（內地及香港） | $6.0 |
| 境外支付工具 | 雲閃付 非綁定澳門銀聯卡       |                      | $6.0 |
| 境外支付工具 | 微信支付（內地及香港）        |                      | $6.0 |
| 境外支付工具 | 交通聯合 非澳門發行的全國通卡 |                      | $6.0 |
| 境內支付工具 | 澳門通                        | 全民卡               | $3.0 |
| 境內支付工具 | 澳門通                        | 學生卡               | $1.5 |
| 境內支付工具 | 澳門通                        | 長者卡               | 免費 |
| 境內支付工具 | 澳門通                        | 殘疾卡               | 免費 |
| 境內支付工具 | 聚易用＋                      | 聚易用＋             | $3.0 |

### 服務時間及班距
| 服務時間                    | 服務時間   | 每天        |
| --------------------------- | ---------- | ----------- |
| 城市日前地                  | 城市日前地 | 07:00-21:45 |
| 班距                        | 尖峰       | 12-18分鐘   |
| 班距                        | 離峰       | 15-20分鐘   |
| 懸掛8號風球後即時開出尾班車 |            |             |

### 路線停站
| 50   | 城市日前地 ↺ 路環市區 | 城市日前地 ↺ 路環市區      | 城市日前地 ↺ 路環市區    |
| 序號 | 循環線                | 循環線                     | 循環線                   |
| 序號 | 站號                  | 站名                       | 輕軌站／出入境口岸／備註 |
| 1    | M268                  | 城市日前地                 |                          |
| 2    | M251                  | 捐血中心                   |                          |
| 3    | M172/8                | 亞馬喇前地                 |                          |
| 4    | T403                  | 史伯泰／麗景灣             |                          |
| 5    | T402                  | 泉澧花園                   |                          |
| 6    | T309                  | 泉亮花園                   |                          |
| 7    | T313                  | 氹仔茵景園                 |                          |
| 8    | T315                  | 氹仔CEM貨倉                |                          |
| 9    | T391                  | 霍英東馬路／科技大學       |                          |
| 10   | T339                  | 路氹東／永利皇宮           | 路氹東站                 |
| 11   | T387                  | 東亞運／保齡球中心         | 東亞運站                 |
| 12   | T389                  | 澳門東亞運動會體育館       | 東亞運站                 |
| 13   | T385                  | 蓮花路／蓮花圓形地-1       |                          |
| 14   | T355/2                | 蓮花路停車場               | 蓮花站                   |
| 15   | T560/4                | 橫琴澳方口岸               | 橫琴口岸 橫琴站          |
| 16   | T372                  | 蓮花路／新濠影匯           | 蓮花站                   |
| 17   | C688/1                | 和諧廣場／業興大廈         |                          |
| 18   | C691                  | 樂居大馬路／居雅大廈       |                          |
| 19   | C652                  | 安順大廈                   |                          |
| 20   | C655                  | 石排灣郊野公園             |                          |
| 21   | C657                  | 路環警察訓練營-1           |                          |
| 22   | C686                  | 路環市區                   |                          |
| 23   | C656                  | 路環警察訓練營-2           |                          |
| 24   | C654/2                | 聯生圓形地總站             |                          |
| 25   | C653/2                | 金峰南岸／金譽峰           |                          |
| 26   | C692                  | 樂居大馬路／樂群樓         |                          |
| 27   | C689/1                | 和諧廣場／樂群樓           |                          |
| 28   | T355/1                | 蓮花路停車場               | 蓮花站                   |
| 29   | C702                  | 澳門協和醫院／綜合服務大樓 | 協和醫院站               |
| 30   | T388                  | 東亞運／巴黎人花園         | 東亞運站                 |
| 31   | T398                  | 體育館大馬路／美獅美高梅   |                          |
| 32   | T400                  | 路氹東／新濠天地           | 路氹東站                 |
| 33   | T392                  | 霍英東馬路／新濠天地       |                          |
| 34   | T306/1                | 氹仔嘉樂庇馬路             |                          |
| 35   | T314/2                | 信虹花園                   |                          |
| 36   | T311/1                | 百利寶花園                 |                          |
| 37   | T308/1                | 氹仔電訊                   |                          |
| 38   | T300                  | 史伯泰／盧廉若             |                          |
| 39   | T330/1                | 蘇利安圓形地               |                          |
| 40   | M172/16               | 亞馬喇前地                 |                          |
| 41   | M160/2                | 十月一號前地               | 賽車期間不停靠           |
| 42   | M158/1                | 北京街／假日酒店           | 賽車期間不停靠           |
| 43   | M253                  | 宋玉生廣場／建興龍         | 賽車期間不停靠           |
| 44   | M250                  | 新口岸／柏嘉街             | 賽車期間不停靠           |
| 45   | M262                  | 城市日大馬路／波爾圖街     |                          |

## 圖片集

### 維澳蓮運時期
- 宇通ZK6902HG

### 新時代時期
- 宇通ZK6902HG
- 宇通ZK6118HGE
- 宇通ZK6118HGE
- 宇通ZK6118HGE
- 宇通ZK6105HG

### 澳巴時期
- 三菱Rosa
- 三菱Rosa
- 三菱Rosa
- 宇通ZK6115HG1
- 宇通ZK6115HG1
- 宇通ZK6115HG1
- 宇通ZK6105HG
- 宇通ZK6105HG
- 宇通ZK6105HG
- 宇通ZK6105HG
- 宇通ZK6902HG
- 宇通ZK6986HG
- 宇通ZK6986HG
- 中通LCK6980SHEVG
- 中通LCK6980SHEVG

## 外部連結
- 澳門公共汽車股份有限公司（官方網站） （页面存档备份，存于）